# MyWorld
myWorld International AG es una empresa con sede en Graz, Austria, y una filial del accionista mayoritario timeRiver Limited, que está registrada en Londres. En julio de 2023, myWorld International AG consolidó 49 filiales de myWorld que operaban en diversos países, con sus operaciones coordinadas desde Graz. Desde entonces, ha actuado como proveedor central de servicios para el grupo myWorld y opera a nivel mundial. «Programa de beneficios myWorld», Un programa internacional de reembolsos y fidelización disponible en múltiples sectores.
El programa conecta a consumidores, comerciantes, y proveedores de servicios en una comunidad comercial global que ofrece diversas ventajas. El grupo myWorld opera en más de 50 países y, Según la empresa, trabaja con aproximadamente 500 000 socios. En todo el mundo, incluyendo alrededor de 18 000 tiendas online, y cuenta con más de 16 millones de miembros.

## Modelo de negocio

### Programa de reembolso para consumidores
El programa de reembolso de myWorld está dirigido a una comunidad global de consumidores que buscan para ahorrar dinero en sus compras diarias, independientemente del sector o las fronteras geográficas. Los compradores pueden registrarse de forma gratuita en myworld.com o a través de la aplicación myWorld.  Los miembros de la comunidad de compras myWorld reciben cashback y otras ventajas cada vez que compran online o en tiendas físicas con uno de los Aproximadamente 500 000 empresas nacionales e internacionales asociadas a myWorld.  myWorld también ofrece reembolsos en alojamientos, vuelos y otros servicios relacionados con los viajes.
myWorld ofrece una función de aplicación móvil conocida como «Scan & Go». Permitir a los miembros recibir beneficios por las compras realizadas en las tiendas físicas asociadas. Esta función utiliza tecnología de reconocimiento óptico de caracteres (OCR) para procesar Los recibos enviados por los usuarios, lo que les permite obtener reembolsos y puntos de compra al escanear sus recibos dentro de la aplicación. A finales de 2024, myWorld introdujo un modelo de suscripción denominado «myWorld Premium»,
ofreciendo a los miembros ventajas adicionales relacionadas con las compras.
En 2024, myWorld fue reconocido en varias encuestas realizadas por ServiceValue.de. como el portal de reembolsos que ofrece el mayor valor al cliente. Estas encuestas evaluaron diversos aspectos de la satisfacción del cliente y la entrega de valor entre las plataformas de reembolso.

### Programa de fidelización para empresas
En el sector del comercio electrónico B2B, myWorld ofrece soluciones de fidelización de clientes dirigidas a las pequeñas y medianas empresas.(Pymes) de diversos sectores. Estas empresas pueden unirse a la comunidad de compras myWorld para obtener acceso a Una base de clientes internacionales que compran con socios afiliados para recibir reembolsos en efectivo y otros beneficios. myWorld utiliza un modelo basado en el rendimiento en el que a las empresas asociadas solo se les cobra una comisión cuando se generan ventas a través de sus miembros.
myWorld proporciona a las pymes herramientas como la aplicación myWorld Partner App para ayudarles a integrar su programa de fidelización en sus operaciones diarias. Aunque las pymes constituyen la mayor parte de los socios de myWorld, la empresa también colabora con minoristas online y grandes cadenas que se benefician del acceso a su base de clientes internacional.

### Responsabilidad social
myWorld apoya a dos organizaciones benéficas con sede en Graz, la Fundación para la Infancia y la Familia y la Fundación Greenfinity, contribuyendo a sus proyectos globales de educación y medio ambiente. Estas fundaciones también reciben apoyo continuo de los miembros de myWorld y de las empresas asociadas.